# Живанкова, Светлана Васильевна
Светлана Васильевна Живанкова (род. 10 июля 1937) — советская и украинская актриса театра и кино.

## Биография
Родилась 10 июля 1937 года в Донецке (в то время он назывался Сталино) в семье служащего. Закончила театральную студию Ворошиловградского музыкально-драматического театра (1957) и работала в этом театре.
С 1957 года играла на сцене.  В 1958  году сыграла главную роль в популярном фильме «Годы молодые» (36,7 млн зрителей в первый год проката). В фильме она сыграла роль девушки Наташи, которой приходилось гримироваться под мальчишку. Киновед Светлана Зинич написала, что «в рамках поставленной перед ней задачи в целом естественно играет исполнительница главной роли С. Живанкова». В книге «Молодые актёры украинского кино» (1966) приводилась следующая оценка её роли:

…слабый драматургический материал картины ограничил творческие возможности Светланы Живанковой, и всё же её жизнерадостная Наталка запомнилась зрителям. Удачно сыграла актриса в эпизодах выступления на самодеятельной сцене, на крыше вагона, где случайный пассажир и не догадывается, что c ним едет девушка, а не парень (Живанкова играет не только Наталью, но и её вымышленного брата Алёшу).

Фильм был показан в США под названием «Поезд идёт в Киев». Американский кинокритик Говард Томпсон во влиятельной газете «Нью-Йорк таймс» указывал, что самым красивым в фильме является «вальс в пасторальном исполнении героини Светланы Живанковой, которая дерзка, уверенна в себе и поистине услада для глаз».
После фильма о Светлане Живанковой начали говорить, как об «одной из довольно способных музыкальных артисток». Специально для неё на Одесской студии художественных фильмов был написан сценарий фильма «Черноморочка».  Фильм также имел успех (24,7 млн зрителей), но подвергся жёсткой критике. В частности, киновед Георгий Капралов писал: «Такие картины, как „Годы молодые“, „Черноморочка“ … выдают дешёвую побрякушку за эстетический идеал, формируют у части зрителей ложные представления о прекрасном».
Вместе с тем игра молодой актрисы принесла ей популярность. Известна следующая оценка фильма «Черноморочка» и роли С. Живанковой в нём:

«Жаль, что эта кинолента в целом не была удачной… Однако образ Софии, созданный Живанковой, был благосклонно встречен зрителем. Весёлые песни Софии подхватила молодёжь, а судьба этой девушки пришлась по душе многим нашим юным современницам».

На съёмках фильма «Черноморочка» Светлана познакомилась с одесским ихтиологом Геннадием Соляником, сыном капитан-директора китобойных флотилий А.Н. Соляника. Они поженились и отправились в кругосветное путешествие. Жили в Одессе,  воспитали дочь Ладу и сына Алексея. Брак продолжался до смерти мужа в 1999 году.
В 1962 году актриса снялась в трёх фильмах, в 1964 году — ещё в одном. Упоминая эти роли,  авторы книги «Молодые актёры украинского кино» Е.М. Оношенко и А.Ю. Стрижевский писали: «Ксюта в кинофильме „Чудак-человек“, Галина в картине „Никогда“, Люся — в „Черёмушках“ и Муся — в „Пяди земли“ — всё это роли разные и исполняет их Светлана Живанкова тоже по-разному, но темпераментно, с увлечением».
В дальнейшем Светлана посвятила себя семье и снималась в кино редко и в небольших ролях. Последний раз появилась на экранах в детском телефильме «Рассказы о Кешке и его друзьях» (1974 год).

## Фильмография
- 1959 — «Годы молодые» — Наташа Артёменко / Лёсик
- 1959 — «Черноморочка» — Софийка
- 1962 — «Никогда» — Галя
- 1962 — «Черёмушки» — Люся
- 1962 — «Чудак-человек» — Cюта Степановна
- 1964 — «Пядь земли» — Муся
- 1966 — «Вертикаль» — подруга Геннадия
- 1968 — «День ангела» — певица
- 1969 — «Опасные гастроли» — дама
- 1974 — «Рассказы о Кешке и его друзьях» — мать Алевтины